# Untersiebenbrunn
Untersiebenbrunn är en ort och kommun  i Österrike. Den ligger i distriktet Gänserndorf i förbundslandet Niederösterreich, 29 km öster om huvudstaden Wien. 